# Arló
Arló är en ort i Ungern.   Den ligger i provinsen Borsod-Abaúj-Zemplén, i den norra delen av landet, 120 km nordost om huvudstaden Budapest. Arló ligger 257 meter över havet och antalet invånare är 4 129.
Terrängen runt Arló är varierad, och sluttar norrut. Runt Arló är det ganska glesbefolkat, med 50 invånare per kvadratkilometer. Närmaste större samhälle är Ózd, 4,4 km nordost om Arló. I omgivningarna runt Arló växer i huvudsak lövfällande lövskog.